# Ahuni

Mapa starożytnego Bliskiego Wschodu ok. 1000-800 p.n.e. z zaznaczonym położeniem aramejskiego królestwa Bit-Adini

Ahuni (1 połowa IX w. p.n.e.) – król aramejskiego królestwa Bit-Adini. Po raz pierwszy wzmiankowany jest w źródłach asyryjskich, według których złożyć miał on w 876 roku p.n.e. trybut asyryjskiemu królowi Aszur-nasir-apli II (883-859 p.n.e.) po tym, jak ten zdobył i zniszczył Kaprabu, jedną z twierdz królestwa Bit-Adini. W 858 roku p.n.e., gdy ziemie Bit-Adini najechał Salmanu-aszared III (858-824 p.n.e.), następca Aszur-nasir-apli II, Ahuni odmówił złożenia mu trybutu i zawarł antyasyryjski sojusz z władcami sąsiednich królestw Sam’al, Patinu i Karkemisz. Koalicja ta stała się celem wypraw wojennych Salmanu-aszareda III w następnych latach jego panowania. W 856 roku p.n.e. udało mu się zdobyć Til Barsip (ob. Tall al-Ahmar), stolicę królestwa Bit-Adini, która przekształcona została w asyryjskie centrum administracyjne o nazwie Kar-Salmanu-aszared (akad. Kār-Salmānu-ašarēd, tłum. "Port/przystań Salmanu-aszareda"). Ahuni zdołał uciec z oblężonej stolicy, ale już rok później został pojmany w trakcie jednej z bitew z Asyryjczykami i zabrany jako jeniec do Asyrii. Jego dalszy los jest nieznany.